# Reversing Time
Reversing Time is het debuutalbum van de Turkse band Dreamtone & Iris Mavraki's Neverland, uitgebracht in 2008 door AFM Records. Diverse gastzangers zijn op dit album terug te vinden, waaronder Hansi Kürsch, Tom Englund, Gary Wehrkamp en Mike Baker.

## Track listing
1. "Shooting Star" - 4:19
2. "To Lose the Sun" - 5:53
3. "Mankind Is A Lie" - 4:17
4. "Everlasting Tranquillity" - 4:04
5. "Reversing Time" - 4:11
6. "Black Water" - 6:33
7. "Mountain of Judgement" - 1:45
8. "Mountain of Joy" - 4:26
9. "World Beyond These Walls" - 3:53
10. "Transcending Miracle" - 6:16
11. "Once Again This Life" - 4:25 (bonusnummer op de Europese editie)
12. "Who Asked You to Fight" - 4:04 (bonusnummer op de Japanse editie)

## Band
- Oganalp Canatan - zanger
- Iris Mavraki - zangeres
- Onur Ozkoc - gitarist
- Burak Kahraman - gitarist
- Can Dedekarginoglu - bassist
- Emrecan Sevdin - drummer
- Guney Ozsan - toetsenist